# Trunajaya-opstand
De Trunajaya-opstand, Trunojoyo-opstand of Trunajaya-oorlog (Indonesisch: Pemberontakan Trunajaya) was een mislukte opstand van de Madoerese prins Trunajaya en Makassarese strijders tegen het sultanaat Mataram en hun bondgenoten van de Vereenigde Oostindische Compagnie (VOC). De opstand vond plaats op het eiland Java (huidig Indonesië) van 1674 tot 1681.
De opstand boekte eerst successen: de rebellen versloegen het leger van de sultan in de slag bij Gegodog (1676), bezetten een groot deel van de Noord-Javaanse kust en veroverden de Mataramse hoofdstad Plered (1677). Sultan Amangkurat I van Mataram stierf terwijl zijn hof verbannen was. Zijn zoon en opvolger Amangkurat II van Mataram verzocht de VOC om hulp in ruil voor financiële vergoeding en geopolitieke concessies. De interventie van de VOC keerde het tij van de oorlog. De Nederlands-Mataramse strijdkrachten verdreven in 1677 Trunajaya uit Surabaya, heroverde verschillende gebieden en nam in 1678 Trunajaya's nieuwe hoofdstad Kediri in. De opstand duurde voort totdat Trunajaya eind 1679 werd gevangengenomen en de andere rebellenleiders werden in de loop van 1679 en 1680 verslagen, gedood of tot overgave gedwongen. Trunajaya werd, nadat hij door de VOC krijgsgevangen was gemaakt, door Amangkurat II persoonlijk geëxecuteerd.
Nadat zijn vader in 1677 stierf, werd Amangkurat II ook aangevallen door andere troonpretendenten. De belangrijkste rivaal was zijn broer Pangeran Puger, die de hoofdstad Plered in 1677 innam en zich pas in 1681 overgaf. Hij erkende Amangkurat II als de rechtmatige sultan, waarop deze zijn broer vergaf. Echter, toen Amangkurat II in 1703 overleed en zijn zoon Amangkurat III hem opvolgde, kwam Puger opnieuw in opstand en ontketende hij daarmee de Eerste Javaanse Successieoorlog (1703–1708).
(voorspel: Trunajaya-opstand, 1677–1681) · Eerste Javaanse Successieoorlog (1703–1707) · Tweede Javaanse Successieoorlog (1719–1722) · Derde Javaanse Successieoorlog (1749–1755)